# James Horwill
James Horwill (Brisbane, 29 de mayo de 1985) es un exjugador australiano de rugby que se desempeñaba como segunda línea.

## Selección nacional
Debutó con los Wallabies por primera vez en 2007 y tuvo una regularidad de 61 partidos que perdió con la dirección técnica de Michael Cheika.

## Participaciones en Copas del Mundo
Horwill hasta el momento sólo participó de una Copa del Mundo; Nueva Zelanda 2011.
| Mundial                       | Sede          | Resultado     | PJ | Tries |
| ----------------------------- | ------------- | ------------- | -- | ----- |
| Copa Mundial de Rugby de 2011 | Nueva Zelanda | Tercer puesto | 6  | 1     |

## Palmarés
- Campeón del Super Rugby de 2011.